# Морске змије
Морске змије су породица змија. Живе у топлим морским стаништима, од Тихог до Индијског океана. Најближи сродници су им гује. Неки научници тврде да су морске змије заправо потпородица апсида. Међутим, с обзиром да се живот морских змија знатно разликује од живота копнених змија, ова тврдња се доводи у питање. 
Сматра се да постоји 16 родова, односно 62 врсте ових змија.

## Карактеристике
Већина морских змија достиже дужину од 1,2 до 1,4 метра. Постоје врсте које достижу дужину од 2,5 m и растежу се до 2,75 m. Ове морске змије се називају царевице, због црно-жутог краса. Обично су женке крупније од мужјака. Тежина змије зависи од врсте, пола и исхране. Шаруница (лат. laticauda laticaudata) достиже дужину од 1,8 m, а тежину од близу 1,1 килограм. 
Облик тијела такође зависи од врсте. На примјер, морска змија сутулица (лат. astrotia stokesii) је крупна и гојазна. Међутим, многе друге врсте змија су танке, имају уске главе и уску шију, због чега се раније грешком претпостављало да се хране танким рибама јегуљицама. У новије вријеме је установљено да су многе танке морске змије у стању да прогутају животињу двоструко већег обима од њих самих. Код оваквих змија чељусти се шире при гутању, како би се обухватио улов. Дешава се да змија провуче своју главу кроз узани отвор, нађе нешто за јело, прогута улов и послије тога не може да извуче главу док не свари прогутано или док се оно само не распадне, што може да потраје данима.
Начин живота морских змија се знатно разликује од живота њихових копнених сродника. Морске змије имају реп који је са бока спљоштен, нарочито при крају. Због тога имају смањен број трбушних рожнатих плочица, осим змија из рода пљоснаторепаца које се одлично крећу и по сувом, а које имају испод језика слане жлијезде, које излучују со из тијела. Код морских змија плућа су знатно увећана и спуштају се све до репа. Плућа овим змијама служе и као хидростатички орган и најсличнија су рибљим мјехурима. Носни отвори се при зарону затварају посебним поклопцима. Морске змије су способне да роне до два сата под водом на дубини до 180 m. Неки аутори претпостављају да роњење на великим дубинама омогућава морским змијама да упију велике количине кисеоника из воде непосредно кроз кожу. 

## Отров морских змија
Морске змије имају веома снажан отров. Хладнокрвне животиње су отпорније на њихов отров, него сисари и птице. Зуби морских змија су смјештени у предњем дијелу њихових горњих вилица и нису много мањи од зуба копнених змија. Довољно су дугачки да пробију кожу човјека. Једине морске змије неотровнице су оне које се већински хране икром. 
Најотровнија морска змија на свијету је уједно и трећа најотровнија змија уопште, а зове се њурњуш (лат. aipysurus duboisii).